# RBM47
RBM47‏ (RNA binding motif protein 47) هوَ بروتين يُشَفر بواسطة جين RBM47 في الإنسان.